# Neocorynura villosissima
Neocorynura villosissima är en biart som beskrevs av Michener 1954. Neocorynura villosissima ingår i släktet Neocorynura och familjen vägbin. Inga underarter finns listade i Catalogue of Life.